# بئاتا الگا کووالسکا
بئاتا اُلگا کووالسکا (لهستانی: Beata Olga Kowalskaa؛ زادهٔ ۲۹ آوریل ۱۹۶۶) بازیگر و صداپیشه اهل لهستان است.
از فیلم‌ها یا مجموعه‌های تلویزیونی که وی در آن‌ها نقش داشته‌است، می‌توان به جهان به روایت خانواده کیپسکی، کلبه جنگلی، پدر متیو، ع چون عشق، مزرعه، خانه کشیش، در خوشی و سختی، در خیابان سپولنی، خودِ زندگی، طایفه و سکوت اشاره نمود.